# Emma de la Barra
Emma de la Barra, connue sous le pseudonyme de César Duáyen utilisé pour ses œuvres littéraires, née à Rosario en 1861 et morte le 5 avril 1947, était un écrivain et une femme de lettres argentine.

## Œuvre
Elle est connue pour ses romans Stella (1905) et Mecha Iturbe (1906), qui ont été salués pour leur représentation de la femme moderne. Elle est étroitement associée avec le mouvement Costumbrismo. Stella est devenu le premier best-seller du pays, et en 1943, il a été adapté au cinéma, à travers un film où Zully Moreno incarnait le personnage de Stella.
Parmi ses autres œuvres notables, figurent El Manantial (1908), Eleonora (1933) et La dicha de Malena (1943).